# Accent protoindoeuropeu
L'accent protoindoeuropeu fa referència al sistema accentual de la llengua protoindoeuropea.

## Descripció
El protoindoeuropeu (PIE) se sol reconstituir com una llengua amb un accent lèxic variable: la col·locació de l'accent en una paraula no era previsible d'acord amb les seves regles fonològiques. Les síl·labes fortes van posseir un to més alt que les fluixes, de manera que es pot dir que el PIE va tenir un accent tonal.
(Això no s'ha de confondre amb l'altre significat del terme "accent tonal", que fa referència a un sistema d'una o dues síl·labes per paraula que té almenys dos tons impredictibles i en el qual els tons de les altres síl·labes són previsibles).
L'accent PIE podria ser mòbil perquè d'aquesta faiçó pogués canviar de lloc al llarg del paradigma inflexional. Això es va esdevenir també en el sànscrit vèdic i en el grec antic, així com en la declinació dels substantius atemàtics.
- PIE *pṓds 'peu, pas'

- PIE nom. sing. *pṓds > sanscrit pā́t, grec antic πούς
- PIE gen. sing. *pedés > sànscrit padás, grec antic ποδός
- PIE acus. sing. *pódm̥ > sànscrit pā́dam, grec antic πόδᾰ

o en la conjugació de verbs atemàtics (compareu l'arrel del sànscrit en primera persona singular émi, imás en primera persona plural).
En cas contrari, l'accent es col·locava a la mateixa síl·laba a través de la inflexió. Els substantius es divideixen en barítons si s'accentuen a la primera síl·laba i oxítons si s'accentuen a l'última síl·laba:
- PIE baríton *wĺ̥kʷos 'llop' > sanscrit nom. sing. vṛ́kas, gen. sing. vṛ́kasya, nom. pl. vṛ́kās
- PIE oxíton *suHnús 'fill' > sànscrit nom. sing. sūnús, gen. sing. sūnós, nom. pl. sūnávas

L'accent PIE també era lliure, de manera que el podia suportar qualsevol síl·laba en una paraula, fet que es reflectia fidelment en l'accent sànscrit vèdic (el sànscrit clàssic posterior tenia un accent predictible):
- PIE *bʰéromh₁nos 'portat' > vèdic bháramāṇas
- PIE *dʰoréyeti 'manté' > vèdic dhāráyati
- PIE *nemesyéti 'adoracions' > vèdic namasyáti
- PIE *h₁rudʰrós 'vermell' > vèdic rudhirás

Com es pot veure, la col·locació de l'accent reconstruït del PIE es reflecteix en el sànscrit vèdic bàsicament intacte. Segons el reflex existent de l'accent PIE, les llengües indoeuropees es divideixen en aquelles amb accents lliures preservats, directament o indirectament, i aquelles altres amb accent fix (o lligat). L'accent lliure es conserva en sànscrit vèdic (segons alguns a les llengües indoirànies modernes i al paixtu), grec antic, baltoeslau i anatòlic. En el protogermànic, l'accent lliure es va mantenir el temps suficient perquè la Llei de Verner depengués d'ell, però més tard, l'accent es va desplaçar a la primera síl·laba de la paraula.

## Reflexos
L'accent vèdic és en general considerat com el més arcaic, reflectint bastant fidelment la posició de l'accent PIE original. Els manuscrits avèstics no tenen accent escrit, però sabem indirectament que en algun moment l'accent PIE es preservà (per exemple, l'avèstic *r es va modificar a -hr- abans de parades de veu i després de l'accent -si l'accent no era a la síl·laba anterior *r no es modificava.
El grec antic també conserva l'accent PIE lliure en els seus substantius, però amb limitacions que impedeixen que l'accent es posicioni més enllà de la tercera síl·laba des del final (al costat del final si l'última vocal era llarga). Tanmateix, el grec és poc útil per a reconstruir l'accent PIE en els verbs, ja que (excepte en pocs casos) es posiciona de forma consistent cap a l'esquerra tal com ho permeten les regles.
El protogermànic va preservar inicialment l'accent lliure PIE, amb algunes innovacions. En l'última etapa del protogermànic, l'accent va ser reemplaçat per un accent d'intensitat sobre la primera síl·laba de la paraula, però abans d'això va deixar les seves empremtes en el funcionament de la llei de Verner.
Les llengües anatòliques mostren traces de l'antic accent PIE en l'allargament de la síl·laba anteriorment accentuada. Compareu:
- PIE *dóru 'fusta' > hitita, luvi tāru
- PIE *wódr̥- 'aigua' > hitita wātar, però PIE *wedṓr 'aigües'(col·lectiu) > hitita widār

Algunes llengües baltoeslaves també conserven vestigis de l'accent PIE lliure. Per a la reconstrucció de l'accent protobaltoeslau, l'evidència més important prové del lituà, del letó (tradicionalment el lituà es considera més rellevant, però aquest paper està sent cada cop més ocupat pel letó) i d'algunes llengües eslaves, especialment les occidentals i els seus dialectes arcaics. L'accent baltoeslau té continuïtat en l'accent protoeslau. Les alternatives accentuals en paradigmes inflexionals (tant verbals com nominals) també es conserven en baltoeslau. Sembla que el baltoeslau té un sistema accentual innovador, però segons alguns investigadors també té un paper fonamental en la reconstrucció de l'accent PIE.
Les restes indirectes de l'accent PIE es reflecteixen en el desenvolupament de certs sons. Tanmateix, en la seva major part, aquests aspectes són d'utilitat limitada, si n'hi ha, per a reconstruir l'accent PIE.

## Paraules sense accent
Algunes categories lèxiques del PIE podrien ser inaccentuades (clítics). Aquestes serien principalment les partícules (PIE *-kʷe 'i'> vèdic -ca, llatí -que, grec antic τε) i algunes formes de pronoms (PIE *moy 'a mi'> vèdic me).
L'evidència sànscrita vèdica també indica que el verb protoindoeuropeu podria no haver-se accentuat en algunes condicions sintàctiques, tals com en una posició finita en l'oració principal (però no en una oració inicial, on els verbs suportarien qualsevol accent que haguessin suportat en oracions subordinades). El mateix passa amb els vocatius, que serien sense accent, tret que apareguessin en oracions inicials.

## Interpretació
No s'han establert regles purament fonològiques per determinar la posició de l'accent PIE. No obstant això, d'acord amb la doctrina tradicional, es poden fer les següents observacions sobre el sistema accentual PIE: els noms temàtics PIE i els verbs temàtics tots tenien un accent fix (és a dir, a la mateixa síl·laba al llarg del paradigma), que es va heretar en totes les llengües indoeuropees testificades, encara que existeixen certes incerteses pel que fa al simple temàtic actual. Alguns noms atemàtics i tiges verbals també tenien un accent fix (principalment en l'arrel), però la majoria tenia un accent alternatiu i mòbil, que mostrava diversos patrons característics; en tots ells, l'accent superficial era a l'esquerra d'un grup de formes flexibles (nomino acusatiu de noms, actiu singular de verbs), i a la dreta en la resta. Aquests fets solen interpretar-se com a resultat de la interacció entre els morfemes individuals, cadascun dels quals va pertànyer, impredictiblement, a una de les diverses classes d'accent del PIE. Segons aquesta visió, les terminacions i les tiges podrien estar accentuades subjacentment o no, l'accent subjacent més a l'esquerra va emergir, i les paraules sense accent subjacent es van accentuar per defecte a la síl·laba a l'esquerra.

## Teories modernes
Tradicionalment, l'accent PIE ha estat reconstruït de manera senzilla, per comparació del vèdic, el grec antic i el germànic; per exemple PIE * ph₂tḗr 'pare' des del sànscrit pitā, grec antic πατήρ, gòtic fadar. Quan la posició de l'accent coincideix amb aquests idiomes es va reconstruir així l'accent del "PIE recdent". Es va donar per fet que l'accent vèdic era el més arcaic i l'evidència del vèdic es podria utilitzar per resoldre tots els casos potencialment problemàtics.
Tanmateix, el 1963, Vladislav Illich-Svitych va demostrar que l'accent baltoeslau no coincideix amb l'accent presumptament PIE reconstruït sobre la base del vèdic i el grec antic; els barítons grecovèdics corresponen als paradigmes fixos baltoeslaus, i ls oxítons grecovèdics corresponen als paradigmes mòbils del baltoeslau. Moreover, in about a quarter of all cognate Vedic and Ancient Greek etymons accents do not match at all; A més, aproximadament una quarta part de tots els accents cognitius vèdics i grecs antics no coincideixen en absolut.
```
PIE *h₂eǵros 'camp'> grec antic ἀγρός: vèdic ájras
PIE *suḱuros 'sogre'> Grec antic ἑκυρός: vèdic śváśuras 
PIE *kʷoteros 'que'> grec antic πότερος: vedic katarás
```

Recentment, els lingüistes russos Vladimir Dybo i Sergej Nikolayev han estat reconstruint el sistema accentual PIE com un sistema de dos tons: + i - (probablement un to alt i un baix). Per tant, el protoindoeuropeu no tindria, com sol reconstruir-se, un sistema d'accent lliure tal com es troba en el vèdic, sinó que cada morfema seria intrínsecament alt o baix (és a dir, dominant o recessiu, ja que no es pot conèixer amb seguretat com es van manifestar fonèticament aquestes funcions), i la posició de l'accent es determinaria posteriorment de diverses maneres en les diferents llengües indoeuropees (depenent de les combinacions de (+) i (-) morfemes), de manera que el vèdic no seria definitivament el llenguatge més arcaic. Moltes correspondències entre llengües IE, així com determinats fenòmens en les llengües que depenen dels tons PIE, han de corroborar aquesta interpretació.
Dybo enumera diverses deficiències en l'enfocament tradicional per a la reconstrucció de l'accent PIE. Entre altres esmenta la creença incorrecta en la connexió directa entre l'accent PIE i l'ablaut, que de fet no explica la posició de l'accent PIE en absolut. Normalment, per exemple, es creu que el grau zero no ha d'estar accentuat, però evidentment no és vàlid per al PIE (per exemple, * wolu̥kʷos 'llop', * septḿ̥ 'set', etc.) segons la reconstrucció tradicional. D'altra banda, Dybo afirma que no hi ha cap motiu fonològic, semàntic o morfològic per a la classificació de certes paraules en un cert tipus d'accent, és a dir, el model tradicional no pot explicar per què el vedic vṛkas 'llop' és baríton i el vedic devás 'deïtat' és oxíton. Segons Dybo, aquestes discrepàncies només es poden explicar pressuposant el to lèxic en el PIE.